# فرانز كافكا واليهودية

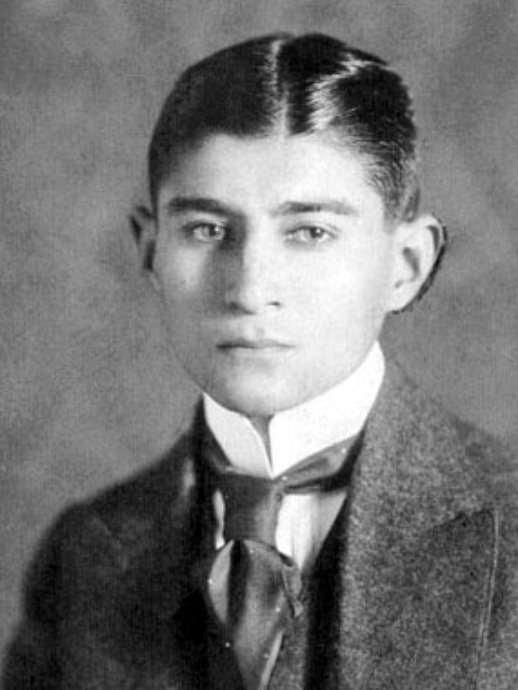

ابتداءً من المراسلات بين والتر بنجامين و جرشوم شوليم (أو ربما قبل ذلك، منذ أن أصبح مارتن بوبر من أول ناشري فرانز كافكا) تزايدت التفسيرات والتكهنات وردود الفعل خلال القرن العشرين حول يهودية كافكا إلى حد أنها شكلت تقريبًا أدبًا ثانويًا كاملًا. تشكل التأملات -حول كيف وإلى أي مدى توقع كافكا أو مثّل المحرقة المقبلة ضد يهود أوروبا- عنصرًا رئيسًا في الدراسات في هذه الخطوط.

## كافكا والتصوف اليهودي
بعد فترة قصيرة من بدء كتابته رواية «القلعة» (التي لم يكملها أبدًا)، كتب كافكا في مذكراته أنه «عانى مما يشبه إلى حد كبير الانهيار». كتب قرب نهاية مدخل الكتاب:
«كل هذه الكتابة اعتداء على كل الجبهات ... كان يمكن بسهولة أن تتطور إلى عقيدة سرية جديدة كالكابالا. توجد تلميحات حول ذلك. إلا أنها ستحتاج بالطبع إلى عبقري من نوع لا يمكن تصوّره ليضرب في جذور القرون القديمة مرةً أخرى، أو يبعث القرون القديمة من جديد دون أن تستهلك ذاتها مع كل هذا، عندها فقط تزهر الكتابة».
مع أن مذكراته لم تُنشر حتى عام 1948، كانت هناك زوبعة صغيرة مكثفة من النقاش حول كافكا باعتباره يمثل نمطًا من «الصوفيين اليهود العلمانيين». أصبح كافكا موضوع بحث ومناقشة في المراسلات بين اثنين من المثقفين الألمان اليهود اللذَين اعتُبرا من صوفيي القرن العشرين: والتر بنجامين وجرشوم شوليم.
في عام 1937، كتب شوليم الذي يُعترف بشكل عام بكونه مؤسس الدراسة الأكاديمية الحديثة حول الكابالا عن كافكا في رسالة إلى سلمان شوكن. زعم شولم أنه عندما قرأ المؤلف التشيكي إلى جانب الأسفار الخمسة لموسى والتلمود في خضم دراسة مكثفة وبمشاعر «الشك الأكثر عقلانية» حول مجال دراسته، على حد تعبيره «[وجدت في كافكا] التعبير الأمثل وغير المسبوق عن هذا الخط الرقيق [بين الدين والعدمية]، يبدو هذا التعبير بمثابة بيان علماني للشعور بالعالم الكابالي بروح حديثة، بدا لي يغلّف كتاباتِ كافكا بهالةٍ طوباوية».